# 422

## Починали
- 4 септември – Бонифаций I, римски папа